# 전북 현대 모터스 심판 매수 사건
전북 현대 모터스 심판 매수 사건은 전북 현대 모터스의 스카우트가 2013년 경기를 앞두고 심판을 매수한 것이 밝혀져 관련자들은 유죄 판결을 받고 전북 현대 모터스는 승점 삭감의 징계를 받은 사건이다.

## 정
2016년 5월 23일, 전북 현대 모터스의 스카우트로부터 2013년 경기 때 우호적인 판정을 해달라는 청탁과 함께 뒷돈을 받은 혐의(국민체육진흥법 위반)로 K리그 소속 심판 41세의 A씨와 36세의 B씨를 불구속 기소하였으며 또 이들에게 수백만 원의 뒷돈을 건넨 혐의로 스카우트를 불구속 기소했다는 검찰의 수사 발표가 있었다.
2013년 각각 100만원씩 총 5차례의 뒷돈이 주어졌으며 매수된 심판이 진행한 2013 시즌 경기 목록은 아래 도표와 같이 8경기이다. 이 8경기에서 전북 현대는 3승 3무 2패로 승점 12점을 획득하였다.
한편 최강희 감독이 국가대표팀 감독에서 복귀한 2013년 6월 30일 이후에도 8월, 9월, 10월 각각 100만원씩 세차례 뒷돈이 주어졌으며구속된 심판들이 심판을 본 경기는 7월 7일 경기부터 10월 30일 경기까지 5경기이다. 또한 2013년 두차례 뒷돈을 수령한 류희선 심판이 이상한 소문이 돌아 전북 스카우트의 전화를 받지 않고 피했으나 2014년 7월경 경기 전날에 전북 스카우트가 다른 사람의 휴대폰으로 경기 잘 좀 봐달라는 내용의 통화를 하였다.
이 후 전북 현대 모터스의 스카우트 개인의 일탈이라는 주장을 하였고 계속해서 공판이 연기되다가 2016년 9월 28일 유죄 판결로 종결되었다.
- 뒷돈 수수와 심판매수 경기목록

| 경기 날짜        | 경기 대진          | 경기 결과  | 심판 배정   | 뒷돈 수수 날짜                                              |
| ---------------- | ------------------ | ---------- | ----------- | ----------------------------------------------------------- |
| N/A              | N/A                | N/A        | N/A         | 2013년 1월: 류희선 심판 100만원 수령 (보도자료상 날짜 미상) |
| 2013년 4월 27일  | 포항 스틸러스      | 1-1 무승부 | 이민후 주심 | 2013년 4월 26일: 이민후 심판 100만원 수령                   |
| 2013년 5월 11일  | 전남 드래곤즈      | 2-2 무승부 | 이민후 주심 |                                                             |
| 2013년 6월 26일  | 수원 삼성 블루윙즈 | 4-5 패     | 이민후 주심 |                                                             |
| 2013년 7월 7일   | 포항 스틸러스      | 2-0 승     | 류희선 주심 |                                                             |
| 2013년 7월 31일  | 대구 FC            | 1-0 승     | 이민후 주심 |                                                             |
| 2013년 8월 10일  | 울산 현대 축구단   | 2-2 무승부 | 류희선 주심 | 2013년 8월: 류희선 심판 100만원 수령 (보도자료상 날짜 미상) |
| 2013년 9월 8일   | 포항 스틸러스      | 0-3 패     | 이민후 주심 | 2013년 9월 7일: 이민후 심판 100만원 수령                    |
| 2013년 10월 30일 | 부산 아이파크      | 3-2 승     | 이민후 주심 | 2013년 10월 29일: 이민후 심판 100만원 수령                  |

## 결과
2016년 9월 28일, 전북 현대 모터스의 스카우트와 2명의 심판 모두 유죄 판결을 받았으며 재판 당시 판사는 '부정한 청탁은 꼭 명시적일 필요는 없고 묵시적으로도 할 수 있다고 판단된다”며 “공정성을 생명으로 하는 스포츠정신을 심각하게 훼손해 프로축구의 신뢰를 떨어뜨린 것은 그 죄질이 매우 불량해 엄히 처벌함이 마땅하다'고 설명했다  유죄 판결을 받은 2명의 심판은 경남 FC 심판 매수 사건에서도 유죄가 확정된 심판들이다.징
유죄 판결에 따라 2016년 9월 30일 한국프로축구연맹로부터 승점 9점 삭감과 벌금 1억원의 징계가 내려졌다.
또한 2017년 1월 18일 AFC가 2017 AFC 챔피언스리그 출전권 박탈 징계 결정을 내렸으며 이에 대해 전북은 심판 매수에 가담한 직원의 개인 행동이라며 구단과 관련성이 없다는 것을 강조했고, 한국프로축구연맹으로부터 이미 징계를 받았기 때문에 AFC의 징계는 이중징계라고 주장하며 스포츠 중재 재판소에 항소하였으나 2017년 2월 3일 스포츠 중재 재판소는 항소를 기각하였다. 항소가 기각된 이유는 전북이 한국프로축구연맹으로부터 징계를 받았지만 이는 ACL과는 무관한 사항이고, 승부 조작에 가담한 이가 구단 직원이라는 점에서 책임을 피하기 어렵다고 판단한 것으로 분석되고 있다.
결국 2017 AFC 챔피언스리그 출전권 박탈 징계가 완전히 확정되었으며 전북 현대 구단도 이를 수용하였다.

## 자살
심판 매수 사건으로 유죄 판결을 받은 스카우트가 2017년 6월 자살하였고 이로 인해 심판 매수 사건은 다시 한 번 여러 가지 의혹을 낳았다.

## 같이 보기
- 경남 FC 심판 매수
- K리그 승부조작 사건
- 2011-12년 이탈리아 축구 스캔들
- 2013년 유로폴 승부조작 수사 (유럽축구)
- 칼초폴리 (세리에 A)

## 주
1. ↑  “전북 현대, 경기 전날 심판에 '떡값' 줬다-구단 관계자, 매수 의혹으로 기소”. 국제신문. 2016년 6월 6일.
2. ↑  국제신문 기사에는 9월 8일 경기가 누락되었다.
3. ↑  “조남돈 위원장 "전북, 상벌위 조사에 불성실했다"(일문일답)”. 연합뉴스. 2016년 9월 30일.
4. ↑  “‘K리그 심판 매수’ 전북 스카우트 유죄… 내일 상벌위”. 한국일보. 2016년 9월 28일.
5. ↑  “전북 스카우트 유죄 선고... 구단 징계는 어떻게 될까”. 한국스포츠경제. 2016년 9월 28일.
6. ↑  “전북 현대 '심판 매수' 유죄… 연맹, 상벌위 30일 개최”. 스포츠월드. 2016년 9월 28일.
7. ↑  “‘심판 매수’ 전북 승점 9점 삭감-벌금 1억 ‘솜방망이 징계’”. 동아일보. 2016년 10월 1일.
8. ↑  “'심판 매수' 전북, 2017 ACL 출전권 '박탈'(종합)”. 연합뉴스. 2017년 1월 18일.
9. ↑  “JEONBUK HYUNDAI MOTORS INELIGIBLE FOR AFC CHAMPIONS LEAGUE 2017”. AFC 공식 홈페이지. 2017년 1월 18일.
10. ↑  “CAS rejects the request for provisional measures filed by Jeonbuk Hyundai Motors”. 스포츠 중재 재판소 공식 웹사이트. 2017년 2월 4일. 2017년 2월 5일에 원본 문서에서 보존된 문서. 2017년 2월 3일에 확인함.
11. ↑  “전북, ACL 출전권 박탈 확정...CAS 패소”. 인터풋볼. 2017년 2월 3일.
12. ↑  “'CAS 패소' 전북 "ACL 출전권 박탈, 겸허히 받아들인다"”. SPOTV 뉴스. 2017년 2월 3일.
13. ↑  “단독-심층취재 '전북 사건' 내사는 종결, 비극은 끝나지 않았다제목=‘심판 매수’ 전북 승점 9점 삭감-벌금 1억 ‘솜방망이 징계’”. SPOTVNEWS. 2017년 8월 25일.